# Thelotrema defectum
Thelotrema defectum är en lavart som beskrevs av Hale ex R.C. Harris 1990. Thelotrema defectum ingår i släktet Thelotrema och familjen Thelotremataceae.   Inga underarter finns listade i Catalogue of Life.